# Kimberleyeleotris
Kimberleyeleotris é um género de peixe da família Eleotridae.
Este género contém as seguintes espécies:
- Kimberleyeleotris hutchinsi
- Kimberleyeleotris notata